# Comté de Montmorency No. 2
Pour les articles homonymes, voir Montmorency.
Le comté de Montmorency No. 2, appelé à l'origine Deuxième division du comté de Montmorency, était un comté municipal du Québec ayant existé entre 1855 et 1er janvier 1982. 
Le territoire qu'il couvrait est aujourd'hui compris dans la région administrative de la Capitale-Nationale et correspondait à l'actuelle municipalité régionale de comté (MRC) de l'Île-d'Orléans. Son chef-lieu était la municipalité de Sainte-Famille.

## Municipalités situées dans le comté
- Sainte-Famille (créé en 1855[3])
- Sainte-Pétronille (détaché de Saint-Pierre en 1874 sous le nom de Beaulieu; renommé Sainte-Pétronille en 1980[3])
- Saint-François (créé en 1855; renommé Saint-François-de-l'Île-d'Orléans en 2003[3])
- Saint-Jean (créé en 1855; renommé Saint-Jean-de-l'Île-d'Orléans en 2003[3])
- Saint-Laurent (créé en 1855; renommé Saint-Laurent-de-l'Île-d'Orléans en 1998[3])
- Saint-Pierre (créé en 1855; renommé Saint-Pierre-de-l'Île-d'Orléans en 1999[3])

## Formation
Le comté de Montmorency No. 2 comprenait lors de sa formation les paroisses de l'île d'Orléans.